# Gulbent tinamo
Gulbent tinamo (Crypturellus noctivagus) är en fågel i familjen tinamoer inom ordningen tinamofåglar.

## Utbredning och systematik
Gulbent tinamo förekommer enbart i Brasilien och delas in i två underarter med följande utbredning:
- C. n. zabele – nordöstra Brasilien (Piauí till Bahia och Minas Gerais)
- C. n. noctivagus – kustnära sydöstra Brasilien (Minas Gerais till Rio Grande do Sul)

## Status
IUCN kategoriserar arten som nära hotad.